# Осиновка (Нев'янський міський округ)
Оси́новка (рос. Осиновка) — присілок у складі Нев'янського міського округу Свердловської області.
Населення — 157 осіб (2010, 175 у 2002).
Національний склад станом на 2002 рік: росіяни — 94 %.